# Vierradener Straße (Schwedt/Oder)
Vierradener Straße – jedna z najważniejszych ulic starego miasta w Schwedt/Oder, w kraju związkowym Brandenburgia, w Niemczech. Przebiega z południowego wschodu na północny zachód, krzyżując się z Bollwerk, Berliner Straße, Präsidentenstraße i Rittergasse. Ulica kończy swój bieg na Vierradener Platz. Na odcinku od Bollwerk do Berliner Straße stanowi fragment drogi krajowej B166, a na pozostałych odcinkach ma formę deptaku z ograniczonym ruchem samochodowym. 

## Historia
Vierradener Straße to jedna z najstarszych ulic w Schwedt. Przed II wojną światową Vierradener Straße rozpoczynała się na Berliner Straße sięgała aż do dzisiejszej Dr.-Theodor-Neubauer-Straße. W latach 80. XX wieku część ulicy przebudowano na strefę pieszą. Zabudowa ulicy jest zróżnicowana i składa się zarówno z przedwojennych kamienic, jak i powojennych bloków i obiektów handlowych z lat 90. XX wieku. 

## Ważniejsze obiekty
- Vierradener Straße 49: Kościół Wniebowzięcia Najświętszej Maryi Panny